# Tumidiclava minuscula
Tumidiclava minuscula är en stekelart som beskrevs av Maksymilian Nowicki 1940. Tumidiclava minuscula ingår i släktet Tumidiclava och familjen hårstrimsteklar.
Artens utbredningsområde är:
- Slovakien.
- Frankrike.
- Ungern.

Inga underarter finns listade i Catalogue of Life.